# Super Bowl 50

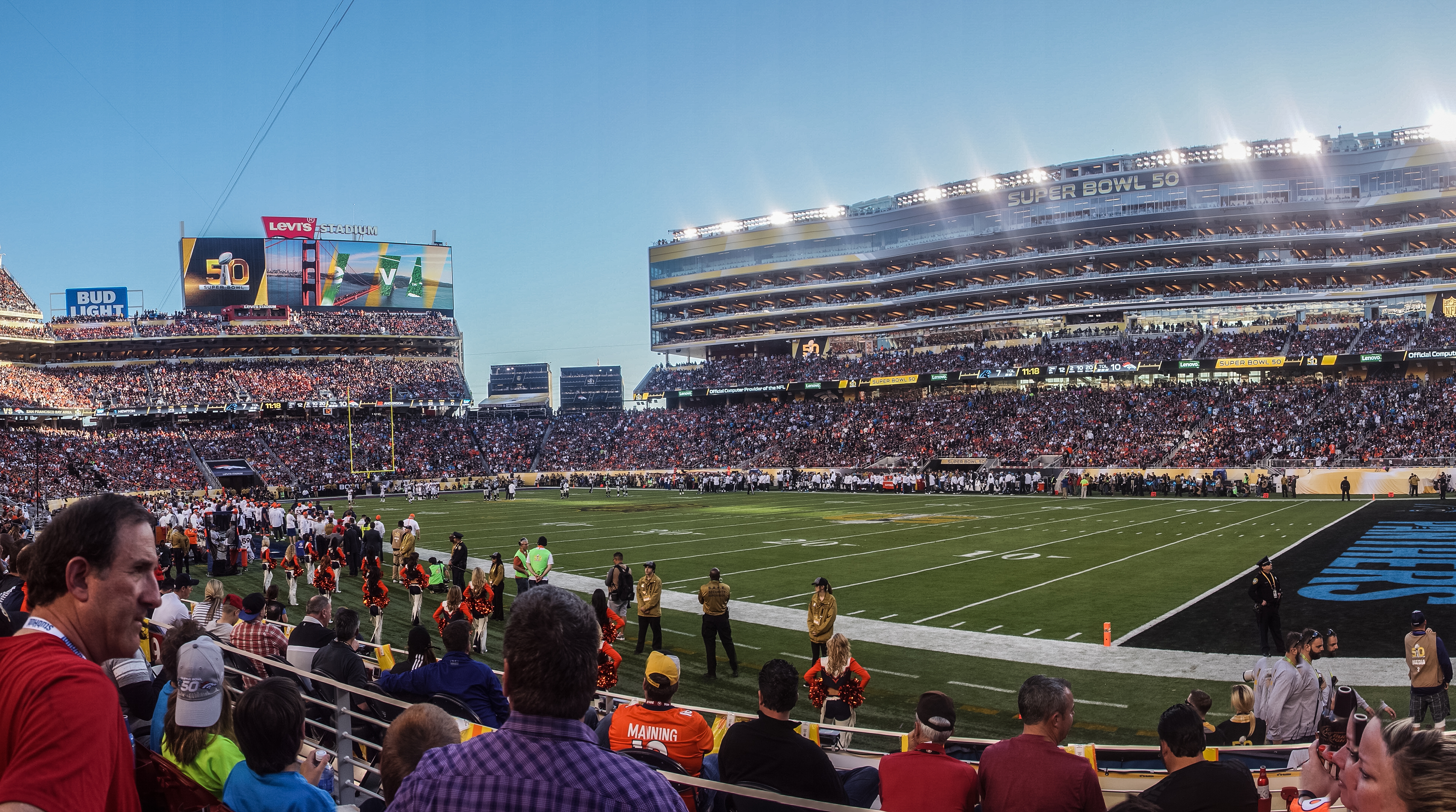

Super Bowl 50 là một trận đấu bóng bầu dục Mỹ để xác định nhà vô địch của National Football League (NFL) cho mùa giải năm 2015. Nhà vô địch Liên đoàn bóng bầu dục Mỹ (AFC) Denver Broncos chiến thắng nhà vô địch Liên đoàn bóng bầu dục quốc gia (NFC) Carolina Panthers với tỉ số 24-10 để có được danh hiệu Super Bowl thứ ba của họ. Trận đấu diễn ra vào ngày 7 tháng 2 năm 2016, tại Sân vận động Levi's tại Santa Clara, California, trong khu vực Vịnh San Francisco. Đây là trận đấu thứ 50 trong các trận đấu Super Bowl.
Đội The Panthers kết thúc mùa giải thường niên với một thành tích 15 thắng - 1 thua, và Cam Newton được trao giải Cầu thủ xuất sắc nhất NFL. Họ đánh bại Arizona Cardinals 49-15 trong trận chung kết liên đoàn NFC và lần thứ hai xuất hiện tại trận Super Bowl kể từ khi trận đấu này được tổ chức vào năm 1995. Broncos kết thúc mùa giải thường niên với thành tích 12-4, và đánh bại đương kim vô địch Super Bowl New England Patriots 20-18 ở AFC Championship. Cùng với Patriots, Dallas Cowboys, và Pittsburgh Steelers, Broncos là một trong bốn đội có tám lần thi đấu trận Super Bowl.
CBS phát sóng Super Bowl 50 ở Mỹ, với giá quảng cáo là 5 triệu USD cho một quảng cáo 30 giây trong trận đấu.

## Giải trí

### Trước trận

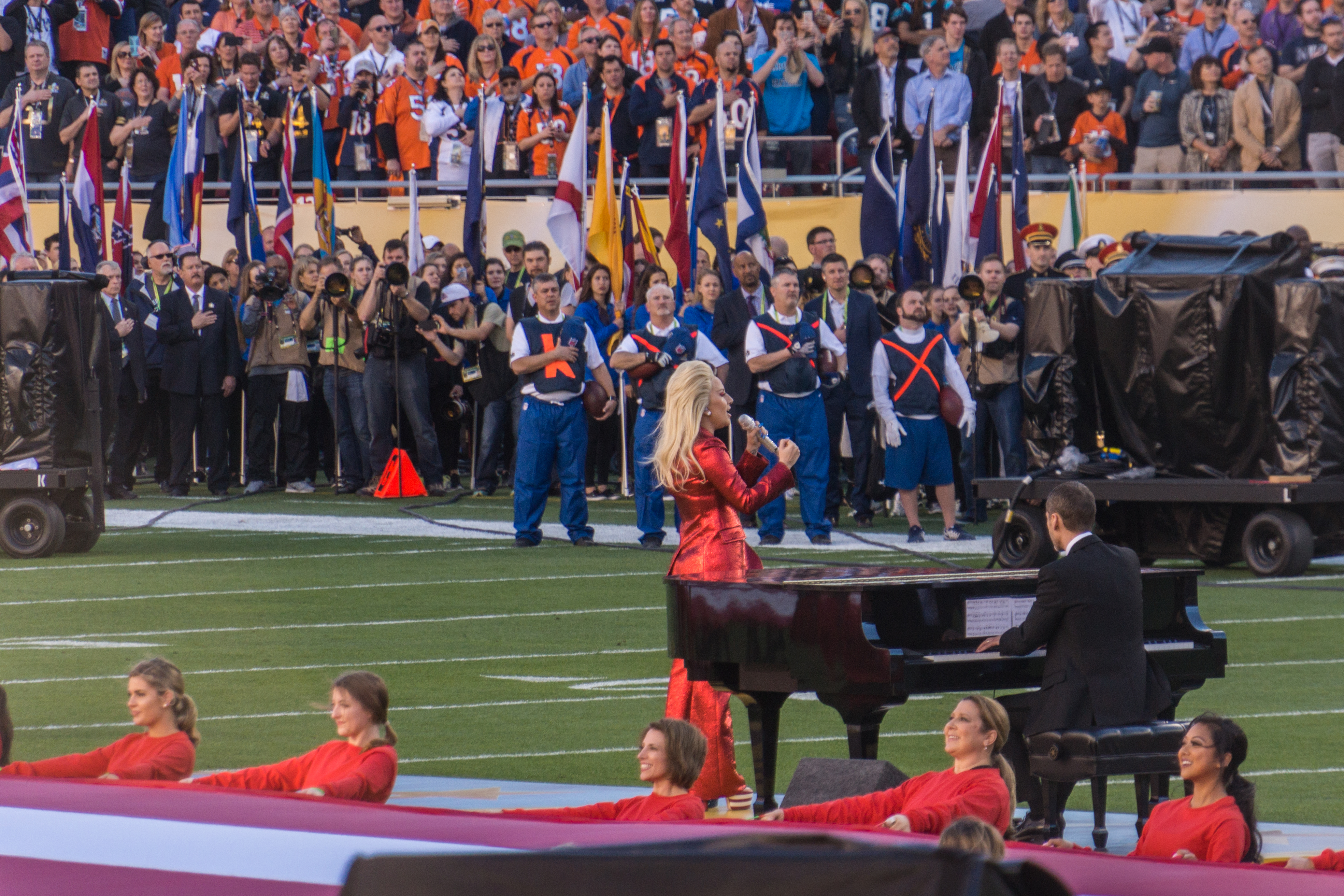
Lady Gaga hát quốc ca Hoa Kỳ

Để kỉ niệm Super Bowl lần thứ 50, buổi lễ trước trận có phần giới thiệu trên sân 39 trong số 43 cầu thủ xuất sắc nhất Super Bowl (MVP). Bart Starr (MVP của Super Bowl I và II) và Chuck Howley (MVP của Super Bowl V) đã xuất hiện qua video. Ông Harvey Martin, người là đồng MVP của Super Bowl XII, qua đời năm 2001, đã được nhắc đến khi đồng MVP khác của Super Bowl XII, Randy White, được giới thiệu. Peyton Manning (MVP của Super Bowl XLI và tiền vệ chính xuất phát của Broncos cho trận đấu) đã được chiếu trong phòng thay đồ để chuẩn bị cho trận đấu. Buổi lễ này tiếp tục truyền thống mười năm (bắt đầu với Super Bowl XX và sau đó lặp lại trong Super Bowl XXX và Super Bowl XL), trong đó các MVP của Super Bowl trước đây đã được vinh danh trước trận đấu.
Lady Gaga (kết hợp với Alex Smith chơi piano) hát quốc ca Hoa Kỳ, trong khi Marlee Matlin đồng thời biểu diễn phiên bản Ngôn ngữ ký hiệu Mỹ (ASL) của nó. Matlin cũng đăng ký một phiên bản a cappella của "America the Beautiful", được hát bởi điệp khúc của Lực lượng vũ trang Hoa Kỳ.

### Chương trình giữa hiệp

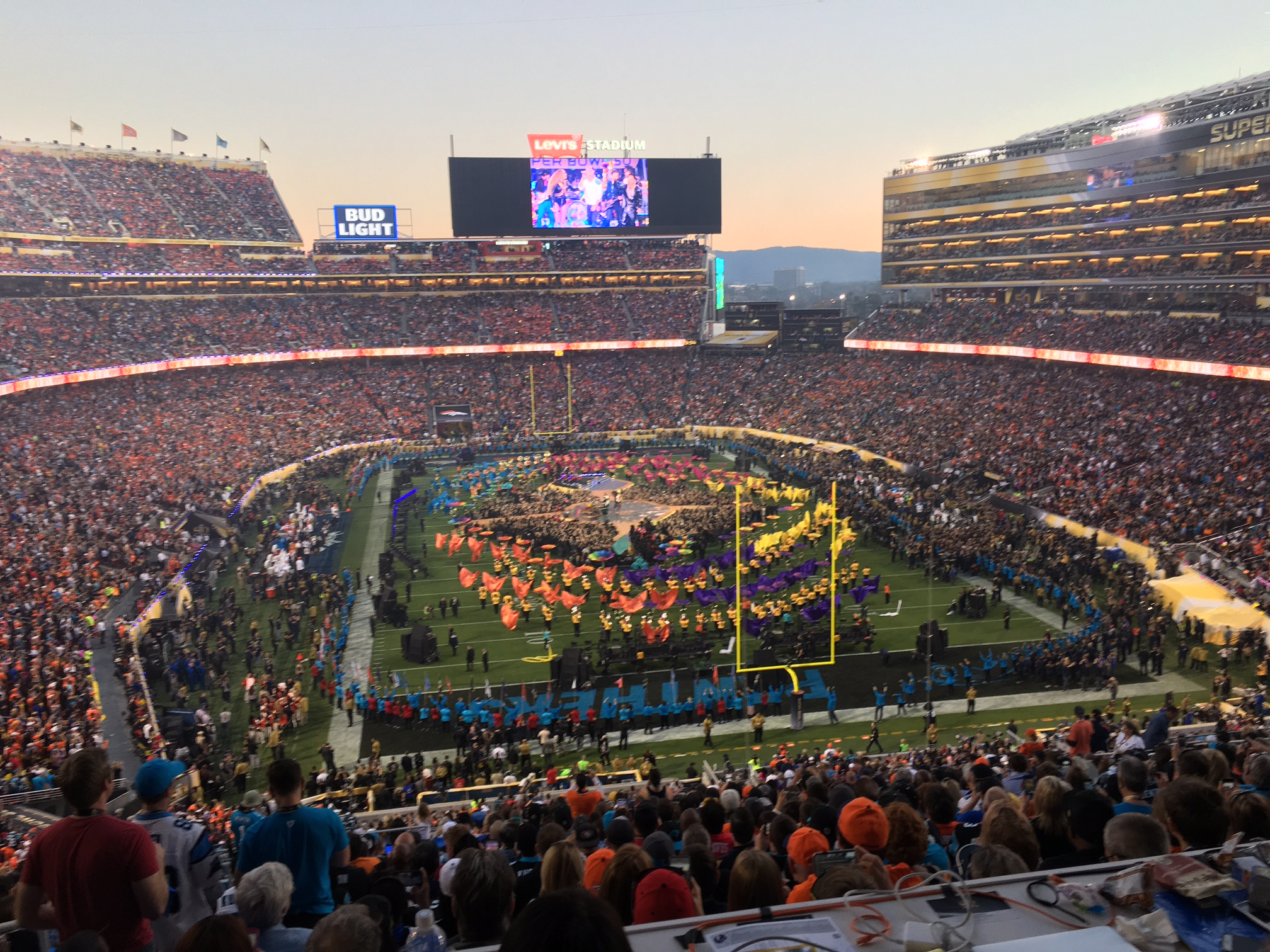
Chương trình giữa hiệp Super Bowl 50

Vào cuối tháng 11 năm 2015, xuất hiện các báo cáo nói rằng "nhiều tiết mục" sẽ được biểu diễn trong giờ nghỉ giữa giờ. Vào ngày 3 tháng 12, liên đoàn xác nhận rằng chương trình sẽ do ban nhạc rock người Anh Coldplay biểu diễn chính. Vào ngày 7 tháng 1 năm 2016, Pepsi xác nhận với Associated Press rằng Beyoncé, người biểu diễn chính của Chương trình giữa hiệp Super Bowl XLVII và hợp tác với Coldplay trong đĩa đơn "Hymn for the Weekend" (đã bị xóa khỏi danh sách cố định trước trận đấu), sẽ xuất hiện. Bruno Mars, người biểu diễn chính của chương trình giữa hiệp Super Bowl XLVIII và Mark Ronson (cộng tác viên của Mars trong "Uptown Funk") cũng biểu diễn.

## Tóm tắt trận đấu

### Nửa đầu trận
Denver Broncos là đội tấn công trước tại Super Bowl 50 và khởi đầu mạnh mẽ. Tiền vệ chính Peyton Manning hoàn thành cú ném 18 yard tới trung vệ đuôi Owen Daniels và cú ném 22 yard tới tiền đạo bắt bóng Andre Caldwell. Hai lần cầm bóng chạy của trung vệ C. J. Anderson đưa bóng lên 20 yard đến vạch 14 yard của Panthers, nhưng hàng thủ của Carolina đã ngăn chặn được trong ba lượt xuống bóng tiếp theo. Đầu tiên, trung vệ phòng ngự Shaq Thompson vật ngã trung vệ chạy Ronnie Hillman lùi lại 3 yard. Sau một đường chuyền không thành công, trung vệ phòng ngự Thomas Davis vật ngã Anderson để khiến Denver chỉ giành được 1 yard ở lượt xuống bóng thứ ba, buộc Broncos sút phạt 34 yard bởi cầu thủ sút bóng Brandon McManus để dẫn trước 3-0. Tỷ số này đánh dấu lần đầu tiên trong cả hậu mùa giải mà Carolina Panthers phải đối mặt với việc bị dẫn trước.

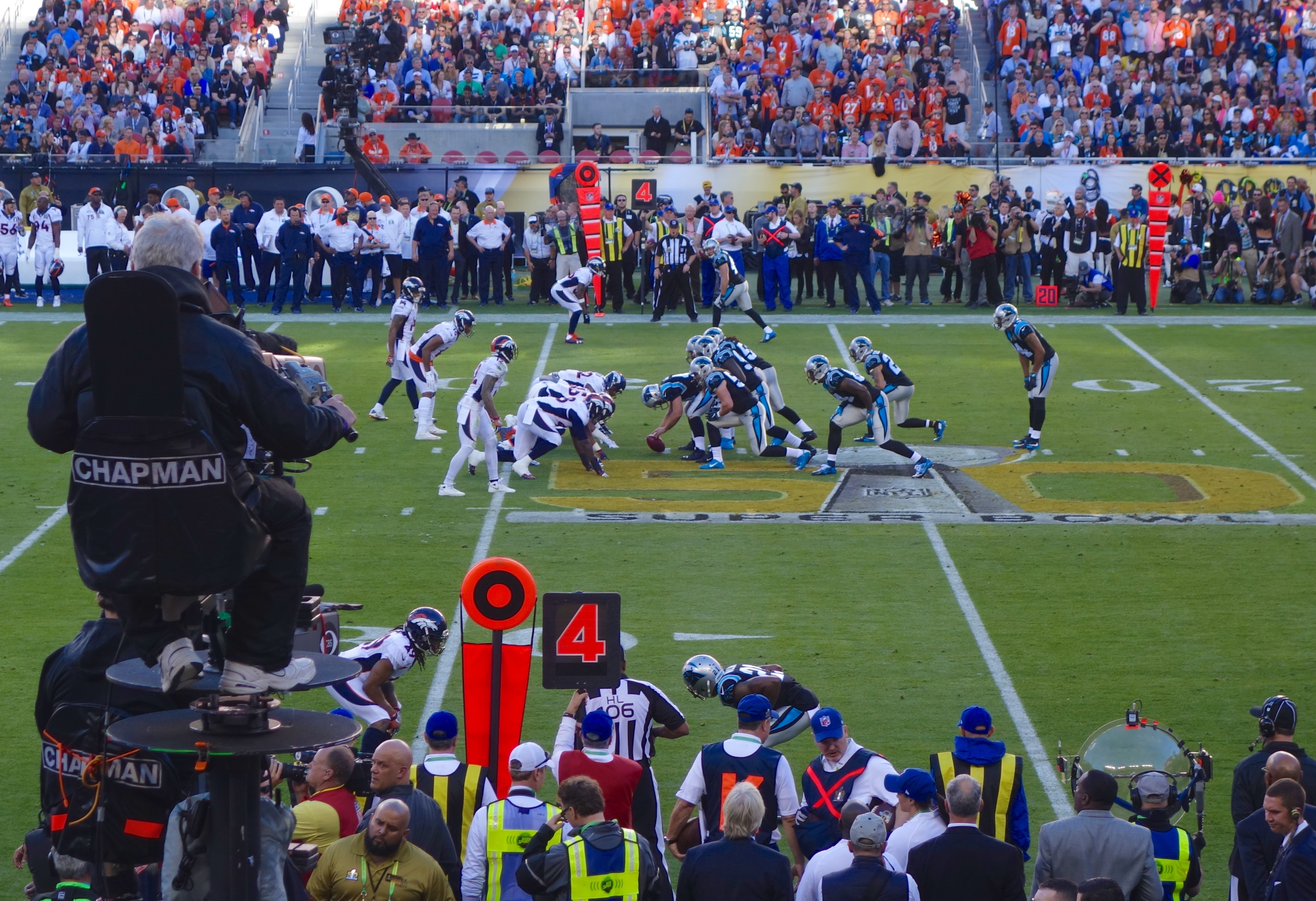
Đội Panthers đang tấn công tại Super Bowl 50

Sau khi mỗi đội đều sút bóng dài vì tấn công thất bại, tiền vệ chính của Panthers Cam Newton dường như đã hoàn thành một đường chuyền dài 24 yard tới tiền đạo bắt bóng Jerricho Cotchery, nhưng quyết định của trọng tài là không thành công và được giữ nguyên sau một lần khiếu nại (challenge). Nhà phân tích của CBS và trọng tài đã nghỉ hưu Mike Carey cho biết ông không đồng ý với quyết định này và cảm thấy băng ghi hình xem lại rõ ràng cho thấy đường chuyền đã thành công.
 Sau 2 lần xuống bóng, tại lần xuống bóng 3 và 10 yard, từ vạch 15 yard của Panthers, trung vệ phòng ngự Von Miller vật ngã Newton đồng thời làm bóng rời tay của Newton, và tiền vệ phòng ngự chặn Malik Jackson chiếm quyền kiểm soát bóng tại vùng cấm địa (end zone) dẫn đến bàn thắng (touchdown) đầu tiên của trận đấu, giúp Broncos dẫn trước 10–0. Đây là cú rơi bóng dẫn đến ghi bàn cho đội phòng thủ đầu tiên tại Super Bowl kể từ Super Bowl XXVIII cuối mùa giải 1993.
Sau khi 2 đội đều phải sút bóng dài ở đầu hiệp 2, Carolina ghi điểm với 9 lần xuống bóng, và lên bóng 73 yard để ghi điểm. Newton hoàn thành cả 4 cú ném để tiến lên 51 yard và cầm bóng chạy 2 lần lên 25 yard, trong khi trung vệ chạy Jonathan Stewart hoàn thành pha bóng với cú ghi điểm chạy 1 yard, rút ngắn tỉ số còn 10–7 với 11 phút 28 giây trong hiệp 2. Sau đó, tiền đạo bắt bóng của Broncos Jordan Norwood nhận cú sút bóng dài 28 yard của Brad Nortman và bị bao quanh bởi cầu thủ của Panther, nhưng không có ai cố gắng vật ngã anh, rõ ràng họ đang nghĩ rằng anh định bắt bóng an toàn. Norwood rõ ràng không định làm như vậy, và không có sự cản trở nào xung quanh, anh đã thực hiện cú trả sút bóng dài kỷ lục Super Bowl với quãng đường chạy 61 yard trước khi Mario Addison vật ngã anh ở vạch 14 yard của Panthers. Kỷ lục đó bị phá vỡ bảy năm sau khi Kadarius Toney thực hiện cú trả sút bóng dài với quãng đường chạy 65 yard ở hiệp cuối của Super Bowl LVII. Bất chấp vị trí thuận lợi trên sân của Denver, họ không thể đưa bóng vào vùng cấm địa nên McManus đã sút phạt ở cự ly 33 yard, nâng tỷ số lên 13–7.
Trong lần tấn công tiếp theo của Carolina, hậu vệ chạy Mike Tolbert đã làm rơi bóng khi bị hậu vệ sâu Darian Stewart vật ngã, và bóng được hậu vệ cánh Danny Trevathan kiểm soát trên vạch 40 yard của Broncos. Tuy nhiên, Panthers sớm lấy lại bóng khi tiền vệ phòng ngự đuôi Kony Ealy cắt bóng của Manning, đưa bóng lên 19 yard tới vạch 39 yard của Panthers khi đồng hồ còn 4 phút 23 giây. Panthers không thể giành được bất kỳ thước nào khi cầm bóng và phải sút bóng dài. Sau cú sút dài của Denver Broncos, Carolina đưa bóng đến vạch 45 yard của Broncos. Chỉ còn 11 giây và không có thời gian hội ý, Newton đã bị trung vệ phòng ngự DeMarcus Ware vật ngã để kết thúc hiệp một.

### Nửa sau trận
Đội Panthers dường như đã sẵn sàng ghi điểm trong lượt tấn công mở màn của hiệp hai khi Newton hoàn thành một đường chuyền dài 45 yard cho Ted Ginn Jr., đây là đường chuyền dài nhất trong trận đấu của cả hai đội, đến vạch 35 yard của Denver ở lượt tấn công thứ hai của họ. Tuy nhiên, hàng thủ của Broncos đã chặn đứng đợt tấn công này ở vạch 26 yard, và nó kết thúc mà không có điểm nào khi Graham Gano đá trúng cột dọc khi đá phạt 44 yard. Sau cú đá hỏng, Manning đã hoàn thành 2 đường chuyền cho Emmanuel Sanders để tịnh tiến lên 25 và 22 yard, thiết lập cú đá phạt từ khoảng cách 33 yard của McManus, giúp Broncos dẫn trước 16–7. Carolina lại bắt đầu mạnh mẽ sau quả phát bóng, với Newton hoàn thành một đường chuyền dài 42 yard cho Corey Brown. Nhưng một lần nữa, họ lại không ghi được điểm nào, lần này là do một đường chuyền của Newton bật ra khỏi tay Ginn và bị cắt bởi hậu vệ sâu T. J. Ward. Ward làm rơi bóng sâu trong phần sân của Denver trong khi cầm bóng chạy lại, nhưng Trevathan lấy lại quyền kiểm soát bóng cho Denver Broncos.

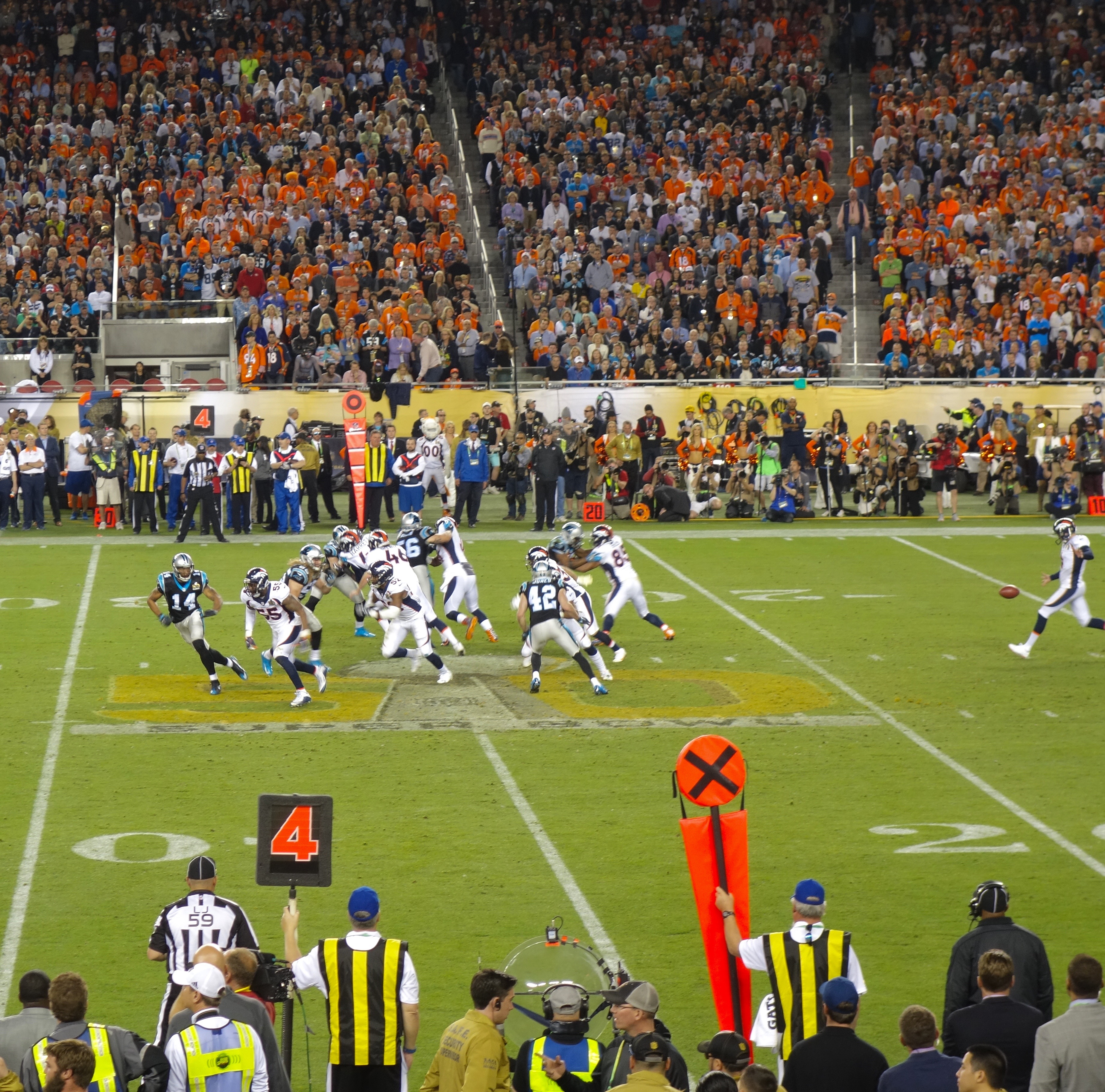
Cú sút dài cuối cùng của Super Bowl 50

không có điểm nào được ghi trong hiệp ba, nhưng đầu hiệp bốn, Broncos đưa bóng được đến vạch 41 yard của Panthers. Trong lượt chơi tiếp theo, Ealy đánh bật bóng ra khỏi tay của Manning khi anh đang chuẩn bị ném, và sau đó thu hồi bóng cho Carolina ở vạch 50 yard. Một pha bắt bóng 16 yard của Devin Funchess và một pha chạy 12 yard của Stewart sau đó đã dẫn đến cú đá phạt 39 yard của Gano, rút ngắn cách biệt của Panthers xuống còn một bàn thắng (touchdown) với tỷ số 16–10. Ba lượt tấn công tiếp theo của trận đấu kết thúc bằng những cú sút dài.
Với 4 phút 51 giây còn lại trong thời gian chính thức, Carolina có bóng trên vạch 24 yard của mình với cơ hội để thực hiện một lượt tấn công để chiến thắng trận đấu, nhưng họ sớm đối mặt với tình huống 3rd-and-9. Trong lượt chơi tiếp theo, Miller đã vật ngã Newton và làm bóng rơi khỏi tay lần thứ hai trong trận đấu, và sau khi nhiều cầu thủ lao vào tranh bóng, nó nảy ngược lại một quãng xa về phía sau và được Ward thu hồi, người đã chạy thêm năm yard đến vạch 4 yard của Panthers. Newton là người thứ ba cố gắng thu hồi bóng (sau Ware và Mike Remmers) và mặc dù từ nhiều góc quay khác nhau cho thấy anh có khả năng thu hồi bóng tốt nếu lao vào, Newton lại do dự và sau đó cố gắng nằm lên bóng, nhưng thất bại. Quyết định trong tích tắc này sau đó đã khiến anh bị chỉ trích. Trong khi đó, các đợt tấn công của Denver bị giữ ngoài khu vực cấm địa trong ba lượt xuống bóng, nhưng một lỗi cản người của hậu vệ góc Josh Norman đã cho Broncos có lượt xuống bóng mới. Sau đó, Anderson ghi điểm bằng một pha chạy 2 yard và Manning hoàn thành một đường chuyền tới tiền đạo bắt bóng Bennie Fowler để ghi thêm 2 điểm, giúp Broncos dẫn trước 24–10 với 3 phút 08 giây còn lại, và về cơ bản đã kết thúc trận đấu. Carolina, giờ chơi vì danh dự, có hai lượt tấn công nữa và chỉ đạt được một lần xuống bóng thứ nhất thành công (first down) trước khi trận đấu kết thúc.

### Bảng điểm
| Hiệp           | 1  | 2 | 3 | 4 | Tổng |
| -------------- | -- | - | - | - | ---- |
| Panthers (NFC) | 0  | 7 | 0 | 3 | 10   |
| Broncos (AFC)  | 10 | 3 | 3 | 8 | 24   |

tại Sân vận động Levi's tại Santa Clara, California
- Ngày: 7 tháng 2 năm 2016
- Giờ thi đấu: 3:39 p.m. PST
- Thời tiết: Nắng, 76 °F (24 °C)
- Số khán giả đến sân: 71,088
- Trọng tài: Clete Blakeman
- Bình luận viên truyền hình (CBS): Jim Nantz, Phil Simms, Tracy Wolfson và Evan Washburn
- Tóm tắt, Biên bản trận đấu

| \| Hiệp \| Thời gian \| Đợt tấn công \| Đợt tấn công \| Đợt tấn công \| Đội \| Chi tiết pha ghi điểm \| Điểm \| Điểm \| \| Hiệp \| Thời gian \| Pha bóng \| Số yard \| Thời gian kiểm soát bóng \| Đội \| Chi tiết pha ghi điểm \| CAR \| DEN \| \| ---- \| --------- \| ------------ \| ------------ \| ------------------------ \| --- \| ---------------------------------------------------------------------------------------------------------------------- \| ---- \| ---- \| \| 1 \| 10:43 \| 10 \| 64 \| 4:17 \| DEN \| Cú sút ở khoảng cách 34 yard bởi Brandon McManus \| 0 \| 3 \| \| 1 \| 6:27 \| — \| — \| — \| DEN \| Kiểm soát lại bóng rơi 0 yards ghi điểm bởi Malik Jackson, McManus sút tốt \| 0 \| 10 \| \| 2 \| 11:25 \| 9 \| 73 \| 4:50 \| CAR \| Jonathan Stewart cầm bóng chạy ghi điểm từ khoảng cách 1 yard, Graham Gano sút tốt \| 7 \| 10 \| \| 2 \| 6:58 \| 4 \| −1 \| 2:13 \| DEN \| Cú sút ở khoảng cách 33 yard bởi McManus \| 7 \| 13 \| \| 3 \| 8:18 \| 7 \| 54 \| 2:30 \| DEN \| Cú sút ở khoảng cách 30 yard bởi McManus \| 7 \| 16 \| \| 4 \| 10:21 \| 6 \| 29 \| 2:56 \| CAR \| Cú sút ở khoảng cách 39 yard bởi Gano \| 10 \| 16 \| \| 4 \| 3:08 \| 3 \| 4 \| 0:56 \| DEN \| C. J. Anderson cầm bóng chạy ghi điểm từ khoảng cách 2 yard, Thử 2 điểm ném tốt (Peyton Manning ném tới Bennie Fowler) \| 10 \| 24 \| \| \| \| \| \| \| \| \| 10 \| 24 \| |           |              |              |                          |     | |      |      |
| Hiệp | Thời gian | Đợt tấn công | Đợt tấn công | Đợt tấn công             | Đội | Chi tiết pha ghi điểm                                                                                                  | Điểm | Điểm |
| Hiệp | Thời gian | Pha bóng     | Số yard      | Thời gian kiểm soát bóng | Đội | Chi tiết pha ghi điểm                                                                                                  | CAR  | DEN  |
| 1 | 10:43     | 10           | 64           | 4:17                     | DEN | Cú sút ở khoảng cách 34 yard bởi Brandon McManus                                                                       | 0    | 3    |
| 1 | 6:27      | —            | —            | —                        | DEN | Kiểm soát lại bóng rơi 0 yards ghi điểm bởi Malik Jackson, McManus sút tốt                                             | 0    | 10   |
| 2 | 11:25     | 9            | 73           | 4:50                     | CAR | Jonathan Stewart cầm bóng chạy ghi điểm từ khoảng cách 1 yard, Graham Gano sút tốt                                     | 7    | 10   |
| 2 | 6:58      | 4            | −1           | 2:13                     | DEN | Cú sút ở khoảng cách 33 yard bởi McManus                                                                               | 7    | 13   |
| 3 | 8:18      | 7            | 54           | 2:30                     | DEN | Cú sút ở khoảng cách 30 yard bởi McManus                                                                               | 7    | 16   |
| 4 | 10:21     | 6            | 29           | 2:56                     | CAR | Cú sút ở khoảng cách 39 yard bởi Gano                                                                                  | 10   | 16   |
| 4 | 3:08      | 3            | 4            | 0:56                     | DEN | C. J. Anderson cầm bóng chạy ghi điểm từ khoảng cách 2 yard, Thử 2 điểm ném tốt (Peyton Manning ném tới Bennie Fowler) | 10   | 24   |
| |           |              |              |                          |     | | 10   | 24   |

## Thống kê sau trận

### So sánh số liệu
| Số liệu                                            | Carolina Panthers | Denver Broncos |
| -------------------------------------------------- | ----------------- | -------------- |
| Lượt xuống bóng thứ nhất kiếm được                 | 21                | 11             |
| Cầm bóng chạy trong lượt xuống bóng thứ nhất       | 8                 | 4              |
| Số lần ném tại lượt xuống bóng thứ nhất            | 10                | 5              |
| Bị thổi phạt ở lần xuống bóng thứ nhất             | 3                 | 2              |
| Hiệu suất chuyển đổi tại lần xuống bóng thứ 3      | 3/15              | 1/14           |
| Hiệu suất chuyển đổi tại lần xuống bóng thứ 4      | 0/0               | 0/0            |
| Tổng số yard tịng tiến được                        | 315               | 194            |
| Số yard tịnh tiến từ cầm bóng chạy                 | 118               | 90             |
| Số lần cầm bóng chạy                               | 27                | 28             |
| Số yard tịnh tiến trung bình mỗi lần cầm bóng chạy | 4.4               | 3.2            |
| Số yard tịnh tiến từ việc ném bóng                 | 197               | 104            |
| Ném bóng – hoàn thành/số lần thực hiện             | 18/41             | 13/23          |
| Số lần tiền vệ chính bị vật ngã - số yard bị mất   | 7–68              | 5–37           |
| Số cú ném bị cắt bóng                              | 1                 | 1              |
| Số lần sút dài-tổng số yard                        | 3–2               | 1–61           |
| Số lần trả giao bóng-Số yard trả được              | 2–42              | 2–42           |
| Số lần bị cắt bóng-số yard được trả lại            | 1–19              | 1–(−3)         |
| Punts-average yardage                              | 7–45.0            | 8–45.9         |
| Làm rơi bóng - mất bóng                            | 4–3               | 3–1            |
| Số lần bị thổi phạt - số yard bị phạt              | 12–102            | 6–51           |
| Thời gian kiểm soát bóng                           | 32:47             | 27:13          |
| Mất bóng                                           | 4                 | 2              |

| Lập kỉ lục                                                     | Lập kỉ lục        | Lập kỉ lục               |
| -------------------------------------------------------------- | ----------------- | ------------------------ |
| Tiền vệ chính lớn tuổi nhất xuất phát tại Super Bowl           | 39 tuổi, 320 ngày | Peyton Manning (Denver)  |
| Tiền vệ chính lớn tuổi nhất chiến thắng Super Bowl             | 39 tuổi, 320 ngày | Peyton Manning (Denver)  |
| Trả sút bóng dài nhiều nhất                                    | 61 yards          | Jordan Norwood (Denver)  |
| Tổng số lần tiền vệ chính bị vật ngã, tổng cộng                | 12                | Carolina 7, Denver 5     |
| Số yard tịnh tiến lên được ít nhất của đội chiến thắng         | 194               | Denver                   |
| Đồng kỷ lục                                                    |                   |                          |
| Số lần vật ngã tiền vệ chính nhiều nhất trong 1 trận , cầu thủ | 3                 | Kony Ealy (Carolina)     |
| Số lần thu hồi bóng rơi 1 trận, cầu thủ                        | 2                 | Danny Trevathan (Denver) |
| Nhiều lần ghi bàn, thu hồi bóng trong 1 trận, cầu thủ          | 1                 | Malik Jackson (Denver)   |
| Nhiều lần ghi 2 điểm sau khi ghi bàn, cầu thủ                  | 1                 | Bennie Fowler (Denver)   |
| Most games played, team                                        | 8                 | Denver                   |
| Ít số lần lựa chọn sút 1 điểm sau khi ghi bàn, cả 2 đội        | 2                 | Carolina 1, Denver 1     |

### Thống kê cá nhân
Nguồn:
| Đội Panthers ném bóng      | Đội Panthers ném bóng        | Đội Panthers ném bóng  | Đội Panthers ném bóng | Đội Panthers ném bóng   | Đội Panthers ném bóng               |
|                            | Số lần hoàn thành/Số lần ném | Số yard tịnh tiến được | Ghi bàn (touchdown)   | Bị cắt bóng             | Hiệu suất                           |
| -------------------------- | ---------------------------- | ---------------------- | --------------------- | ----------------------- | ----------------------------------- |
| Cam Newton                 | 18/41                        | 265                    | 0                     | 1                       | 55.4                                |
| Đội Panthers cầm bóng chạy |                              |                        |                       |                         |                                     |
|                            | Số lần cầm bóng chạy         | Số yard tịnh tiến được | Ghi bàn (touchdown)   | Tịnh tiến bóng dài nhất | Số yard trung bình trong 1 lần chạy |
| Cam Newton                 | 6                            | 45                     | 0                     | 14                      | 7.4                                 |
| Jonathan Stewart           | 12                           | 29                     | 1                     | 12                      | 2.4                                 |
| Fozzy Whittaker            | 4                            | 26                     | 0                     | 15                      | 6.5                                 |
| Mike Tolbert               | 5                            | 18                     | 0                     | 11                      | 3.6                                 |
| Đội Panthers nhận bóng     |                              |                        |                       |                         |                                     |
|                            | Số lần nhận bóng             | Số yard tịnh tiến được | Ghi bàn (touchdown)   | Tịnh tiến bóng dài nhất | Số lần được ném bóng đến            |
| Corey Brown                | 4                            | 80                     | 0                     | 42                      | 7                                   |
| Ted Ginn Jr.               | 4                            | 74                     | 0                     | 45                      | 10                                  |
| Greg Olsen                 | 4                            | 41                     | 0                     | 19                      | 9                                   |
| Devin Funchess             | 2                            | 40                     | 0                     | 24                      | 5                                   |
| Jerricho Cotchery          | 2                            | 17                     | 0                     | 11                      | 5                                   |
| Fozzy Whittaker            | 1                            | 14                     | 0                     | 14                      | 1                                   |
| Jonathan Stewart           | 1                            | −1                     | 0                     | −1                      | 2                                   |
| Mike Tolbert               | 0                            | 0                      | 0                     | 0                       | 1                                   |

| Đội Panthers ném bóng     | Đội Panthers ném bóng        | Đội Panthers ném bóng  | Đội Panthers ném bóng | Đội Panthers ném bóng   | Đội Panthers ném bóng               |
|                           | Số lần hoàn thành/Số lần ném | Số yard tịnh tiến được | Ghi bàn (touchdown)   | Bị cắt bóng             | Hiệu suất                           |
| ------------------------- | ---------------------------- | ---------------------- | --------------------- | ----------------------- | ----------------------------------- |
| Peyton Manning            | 13/23                        | 141                    | 0                     | 1                       | 56.6                                |
| Đội Broncos cầm bóng chạy |                              |                        |                       |                         |                                     |
|                           | Số lần cầm bóng chạy         | Số yard tịnh tiến được | Ghi bàn (touchdown)   | Tịnh tiến bóng dài nhất | Số yard trung bình trong 1 lần chạy |
| C. J. Anderson            | 23                           | 90                     | 1                     | 34                      | 3.9                                 |
| Ronnie Hillman            | 5                            | 0                      | 0                     | 3                       | 0.0                                 |
| Đội Broncos nhận bóng     |                              |                        |                       |                         |                                     |
|                           | Số lần nhận bóng             | Số yard tịnh tiến được | Ghi bàn (touchdown)   | Tịnh tiến bóng dài nhất | Số lần được ném bóng đến            |
| Emmanuel Sanders          | 6                            | 83                     | 0                     | 25                      | 8                                   |
| C. J. Anderson            | 4                            | 10                     | 0                     | 7                       | 4                                   |
| Andre Caldwell            | 1                            | 22                     | 0                     | 22                      | 1                                   |
| Owen Daniels              | 1                            | 18                     | 0                     | 18                      | 2                                   |
| Demaryius Thomas          | 1                            | 8                      | 0                     | 8                       | 6                                   |
| Ronnie Hillman            | 0                            | 0                      | 0                     | 0                       | 1                                   |
| Jordan Norwood            | 0                            | 0                      | 0                     | 0                       | 1                                   |